# Brigantesek
A brigantesek ókori brit nép, Britannia leghatalmasabb, legelterjedtebb népe, amely északon, az Abus torkolatától keletre lakott, a mai Yorkshire nagyobb részén egész Lancashire, Durham, Westmoreland, Cumberland és déli Northumberlandban. Fővárosuk Eburacum (ma: York) volt. Gyakran indítottak támadásokat Britannia északi része ellen, csak Antoninus Pius római császár volt képes a problémát úgy megoldani, hogy egy töltést vont a provincia határán a provincia és az északon lakó népek közt.